# Xã Salt Fork, Quận Saline, Missouri
Xã Salt Fork (tiếng Anh: Salt Fork Township) là một xã thuộc quận Saline, tiểu bang Missouri, Hoa Kỳ. Năm 2010, dân số của xã này là 341 người.